# Paramathes aplectoides
Paramathes aplectoides là một loài bướm đêm trong họ Noctuidae.